# Trolejbusy w Tbilisi
Trolejbusy w Tbilisi − zlikwidowany system komunikacji trolejbusowej w stolicy Gruzji, Tbilisi.

## Historia
Trolejbusy w Tbilisi uruchomiono 21 kwietnia 1937. Sieć trolejbusowa swoje maksymalne rozmiary osiągnęła w 1986. W mieście było wówczas 21 linii o długości 215 km i 225 trolejbusów. Od 1999 do Tbilisi z Aten sprowadzono 37 trolejbusów ZiU-9. Dzięki dostawom używanych trolejbusów kilka linii reaktywowano. Ostatnie cztery linie trolejbusowe w Tbilisi zlikwidowano 4 grudnia 2006. Wszystkie linie trolejbusowe zostały zastąpione liniami autobusowymi:
- 15 liniami 39 i 71
- 16 linią 83
- 19 liniami 15 i 21
- 21 liniami 19 i 83

## Tabor
Do obsługi sieci eksploatowano trolejbusy typu:
- MTB-82
- Škoda 14Tr
- Škoda 8Tr
- Škoda 9Tr
- YaTB-4
- ZiU-5
- ZiU-5D
- ZiU-9